# 張錫元
張 錫元（ちょう しゃくげん）は、中華民国の軍人。北京政府、直隷派に属した。字は嘏民。最終階級は陸軍上将。

## 事績
山海関武備学堂卒業後、定武軍の教習に就任する。1911年（宣統3年）、河南新軍第29混成協（協統：応竜翔）第58標標統に就任した。同年10月の武昌起義当時、歩兵1個営を率いて湖北省に向かう。後日、更に歩兵1個営騎兵2個隊・砲兵1個隊（中隊）を河北省滄県劉家廟に派遣、鎮圧に向かう。応竜翔は革命派と内通していたため河南巡撫の宝棻に拘束され、後任として第29混成協協統に昇進する。
1912年（民国元年）、混成協は混成旅に改組され、張錫元はそのまま同旅長をつとめる。10月11日、少将。また12月30日、陸軍中将昇進とともに河南陸軍第1師師長に昇進した。1914年（民国3年）9月14日、第9師に改編され、引き続き師長を務める。1915年（民国4年）7月29日、北京への異動を命じられ、1916年（民国5年）、京畿歩兵第2旅旅長に転任した。
翌1917年（民国6年）8月30日、第2旅は第4混成旅に改編され引き続き旅長。1918年（民国7年）、胡景翼率いる陝西靖国軍を討伐した。1921年（民国10年）9月13日、陝西省で潼関鎮守使を兼任する。1922年（民国11年）5月29日、察哈爾督統に就任した。同年9月4日、錫威將軍。1923年（民国12年）11月14日、陸軍上将晋授。1924年（民国13年）9月26日、察区防務総司令。12月、国民軍が察哈爾に進軍してくると、圧力を受けて病気を理由として辞任した。
以後、張錫元の行方は不明である。